# Тилландсия Полиана
Тилландсия Полиана — растение-эпифит из семейства бромелиевых. В природе чаще всего встречается в засушливых лесах Аргентины, Боливии, Перу, Парагвая и Бразилии на высоте 750—1500 м, на сухих стволах деревьев, а также на камнях и скалах. Эпитет полиана — это посвящение Полю, коллекционеру растений, но в протологе не указано какому именно. Вероятне всего имеется в виду Иоганн Баптист Эмануэль Поль.

## Описание
Взрослое растение образует разетку и достигает 20 см в диаметре. Листья серебристо-зелёные, плотные. Тилландсия Полиана — одна из немногих Атмосферных Тилландсий, имеющая светлые цветы. Их оттенок может варьироваться от светло-салатового до полностью белого цвета, что большая редкость для эпифитов. Соцветие свободное от розетки, в одиночном спиралевидном колосе. Цветёт в марте и октябре-ноябре.
Как и большинство бромелиевых данная тилландсия монокарпична: отцветшая розетка прекращает свой апикальный рост и постепенно, в течение нескольких лет, увядает, а у своего основания даёт один или несколько отводок, обеспечивающих сохранение и рост колонии растеня.